# Weishan (Jining)
Der Kreis Weishan (微山县,  Wēishān Xiàn) ist ein Kreis in der ostchinesischen Provinz Shandong. Er gehört zum Verwaltungsgebiet der bezirksfreien Stadt Jining. Weishan hat eine Fläche von 1.738 km² und zählt 633.357 Einwohner (Stand: Zensus 2010).

## Administrative Gliederung
Auf Gemeindeebene setzt sich der Kreis aus zwei Straßenvierteln, sechs Großgemeinden und sieben Gemeinden zusammen. 